# Jaroslav Studený
Jaroslav Studený (6. května 1923 Kozov – 5. června 2008 Šternberk) byl český katolický kněz, teolog, profesor křesťanského umění a archeologie, politický vězeň komunistického režimu.

## Život
Středoškolského vzdělání se mu dostalo na arcibiskupském gymnáziu v Kroměříži, kde v roce 1942 maturoval. Kněžství studoval na arcidiecézním bohosloveckém učilišti v Olomouci, které zakončil v roce 1945. Na kněze byl vysvěcen v roce 1947. Se studiem dále pokračoval na Lateránské univerzitě v Římě (Pontificium Athaeneum Lateranense), kde po předložení disertační práce s názvem Christi Domini repraesentatio in arte palaeochristiana. Divinas Christi iuxta testimonia iconographiae palaeochristianae, byl v roce 1949 promován doktorem teologie. Poté začal působit v pastoraci. Od akademického roku 1969-1970 začal externě učit na Římskokatolické Cyrilometodějské bohoslovecké fakultě v Praze se sídlem v Litoměřicích, pobočce v Olomouci (bez jmenování, pouze s ústním souhlasem) církevní umění. Dne 23. září 1970 zde byl oficiálně jmenován lektorem pro obor církevní umění a křesťanská archeologie pro akademický rok 1970–1971. Jeho působení bylo ukončeno na konci akademického roku 1970–1971. V roce 1972 mu byl odňat státní souhlas a v listopadu téhož roku byl odsouzen za šíření náboženské literatury na 4 a půl roku vězení. Na svobodu byl propuštěn v roce 1975 a začal působit opět v pastoraci. Po obnovení Cyrilometodějské bohoslovecké fakulty Univerzity Palackého v Olomouci v roce 1990 působil na katedře liturgiky a pastorální teologie. Dosáhl hodnosti docenta. Po roce 1990 se zasloužil o vybudování, renovaci a úpravu nesčetného množství kostelů, kaplí, kapliček a křížů. Začátkem srpna v roce 2006 odešel do důchodu, který prožíval v Cholině. Zaopatřen svátostmi církve pak ve čtvrtek 5. června 2008 v nemocnici ve Šternberku zemřel. Je autorem mnoha knih věnovaných víře a bližním.

## Dílo
- Christi Domini repraesentatio in arte palaeochristiana. Divinas Christi iuxta testimonia iconographiae palaeochristianae, Roma: Pontificium Athaeneum Lateranense 1949. 45 s.
- Katecheta kreslí. [Zlín: s.n.] 1991. 9 s., [213] obr. příl. (předchozí vydání: Praha: Ústřední církevní nakladatelství 1971)
- Já, odsouzený č. 11783. Dopisy z vězení r. 1972–1975, Olomouc: Matice cyrilometodějská 1992. 413 s.
- Křesťanské symboly, Olomouc: B.n. 1992. 369 s.
- První svaté přijímání, Olomouc: nákladem vlastním 1996. 80 s.
- Ukřižovaný. námět ukřižování našeho pána Ježíše Krista v duchovních dějinách, Olomouc: nákladem vlastním 1997. 286 s.: 125 obr. příl.
- Stavíme nové kostely s firmou SOPOS. Nové kostely, které postavila stavební firma SOPOS v poslední době, [sestavil Jaroslav Studený], Dub nad Moravou: [s.n.] 1998. 157 s.
- Deset let naší bohoslužby při stavbách a opravách kostelů a kaplí, Olomouc: [s.n.], 2001. 253 s.
- Snoubencům, [s.l.] [s.n.] [s.d.]. 31 s.
- Hledám Boha a svou duši, Olomouc, 2004. 498 s.